# Południowa Afryka na Letnich Igrzyskach Olimpijskich 2020
Południową Afrykę na Letnich Igrzyskach Olimpijskich 2020 reprezentowało 177 zawodników: 115 mężczyzn i 62 kobiety. Był to 20. start reprezentacji Południowej Afryki na letnich igrzyskach olimpijskich.

## Zdobyte medale[3]
| Medal  | Zawodnik            | Dyscyplina | Konkurencja                    | Rezultat | Data     |
| ------ | ------------------- | ---------- | ------------------------------ | -------- | -------- |
| Złoto  | Tatjana Schoenmaker | Pływanie   | 200 m stylem klasycznym kobiet | 2:18,95  | 30 lipca |
| Srebro | Tatjana Schoenmaker | Pływanie   | 100 m stylem klasycznym kobiet | 1:05,22  | 27 lipca |
| Srebro | Bianca Buitendag    | Surfing    | kobiety                        | 8,46 pkt | 27 lipca |

## Skład kadry

### Gimnastyka
| Zawodniczka        | Konkurencja             | Kwalifikacje | Kwalifikacje | Kwalifikacje | Kwalifikacje | Kwalifikacje | Kwalifikacje | Finał     | Finał     | Finał     | Finał     | Finał | Finał   | Źródło |
| Zawodniczka        | Konkurencja             | Przyrządy    | Przyrządy    | Przyrządy    | Przyrządy    | Razem        | Pozycja      | Przyrządy | Przyrządy | Przyrządy | Przyrządy | Razem | Pozycja | Źródło |
| Zawodniczka        | Konkurencja             | V            | UB           | BB           | F            | Razem        | Pozycja      | V         | UB        | BB        | F         | Razem | Pozycja | Źródło |
| ------------------ | ----------------------- | ------------ | ------------ | ------------ | ------------ | ------------ | ------------ | --------- | --------- | --------- | --------- | ----- | ------- | ------ |
| Caitlin Rooskrantz | wielobój indywidualnie  | 12,800       | 13,300       | 12,200       | 11,633       | 49,933       | 61.          | NQ        | NQ        | NQ        | NQ        | NQ    | NQ      | [ 4 ]  |
| Naveen Daries      | wielobój indywidualnie  | 13,300       | 12,366       | 8,933        | 11,766       | 46,365       | 76.          | NQ        | NQ        | NQ        | NQ        | NQ    | NQ      | [ 5 ]  |
| Caitlin Rooskrantz | ćwiczenia na poręczach  | N/A          | 13,233       | N/A          | N/A          | 13,233       | 39.          | NQ        | NQ        | NQ        | NQ        | NQ    | NQ      | [ 4 ]  |
| Naveen Daries      | ćwiczenia na poręczach  | N/A          | 12,366       | N/A          | N/A          | 12,366       | 62.          | NQ        | NQ        | NQ        | NQ        | NQ    | NQ      | [ 5 ]  |
| Caitlin Rooskrantz | ćwiczenia na równoważni | N/A          | N/A          | 12,200       | N/A          | 12,200       | 61.          | NQ        | NQ        | NQ        | NQ        | NQ    | NQ      | [ 4 ]  |
| Naveen Daries      | ćwiczenia na równoważni | N/A          | N/A          | 8,933        | N/A          | 8,933        | 90.          | NQ        | NQ        | NQ        | NQ        | NQ    | NQ      | [ 5 ]  |
| Caitlin Rooskrantz | ćwiczenia wolne         | N/A          | N/A          | N/A          | 11,633       | 11,633       | 79.          | NQ        | NQ        | NQ        | NQ        | NQ    | NQ      | [ 4 ]  |
| Naveen Daries      | ćwiczenia wolne         | N/A          | N/A          | N/A          | 11,766       | 11,766       | 77.          | NQ        | NQ        | NQ        | NQ        | NQ    | NQ      | [ 5 ]  |
| Naveen Daries      | skoki                   | 12,983       | N/A          | N/A          | N/A          | 12,938       | 18.          | NQ        | NQ        | NQ        | NQ        | NQ    | NQ      | [ 5 ]  |

### Golf
| Zawodnik                | Konkurencja | Runda 1 | Runda 2 | Runda 3 | Runda 4 | Łącznie | Łącznie | Łącznie | Źródło |
| Zawodnik                | Konkurencja | Wynik   | Wynik   | Wynik   | Wynik   | Wynik   | Par     | Pozycja | Źródło |
| ----------------------- | ----------- | ------- | ------- | ------- | ------- | ------- | ------- | ------- | ------ |
| Christiaan Bezuidenhout | Mężczyźni   | 68      | 70      | 68      | 67      | 273     | - 11    | 16.     | [ 6 ]  |
| Garrick Higgo           | Mężczyźni   | 71      | 71      | 70      | 72      | 284     | 0       | 53.     | [ 6 ]  |

### Hokej na trawie
Turniej kobiet
- Reprezentacja kobiet

| - Phumelela Mbande - Celia Seerane - Nicole Walraven - Edith Molikoe - Taryn Mallett - Marizen Marais - Kristen Paton - Robyn Johnson - Toni Marks |  | - Onthatile Zulu - Lisa-Marié Deetlefs - Nomnikelo Veto - Erin Hunter - Charné Maddocks - Lilian du Plessis - Lerato Mahole - Quanita Bobbs - Tarryn Glasby |

| Drużyna           | Konkurencja | Faza grupowa     | Faza grupowa        | Faza grupowa     | Faza grupowa     | Faza grupowa     | Faza grupowa | Ćwierćfinały     | Półfinały        | Finał            | Pozycja | Źródło |
| Drużyna           | Konkurencja | Przeciwnik Wynik | Przeciwnik Wynik    | Przeciwnik Wynik | Przeciwnik Wynik | Przeciwnik Wynik | Pozycja      | Przeciwnik Wynik | Przeciwnik Wynik | Przeciwnik Wynik | Pozycja | Źródło |
| ----------------- | ----------- | ---------------- | ------------------- | ---------------- | ---------------- | ---------------- | ------------ | ---------------- | ---------------- | ---------------- | ------- | ------ |
| Południowa Afryka | kobiety     | Irlandia 0:2     | Wielka Brytania 1:4 | Holandia 0:5     | Niemcy 1:4       | Indie 3:4        | 6.           | NQ               | NQ               | NQ               | 12.     | [ 7 ]  |

Turniej mężczyzn
- Reprezentacja mężczyzn

| - Mustapha Cassiem - Tyson Dlungwana - Austin Smith - Timothy Drummond - Nduduzo Lembethe - Keenan Horne - Matthew Guise-Brown - Rusten Abrahams - Dayaan Cassiem - Samkelo Mvimbi |  | - Ryan Julius - Taine Paton - Tevin Kok - Jethro Eustice - Daniel Bell - Rassie Pieterse - Nicholas Spooner - Nqobile Ntuli |

| Drużyna           | Konkurencja | Faza grupowa        | Faza grupowa     | Faza grupowa     | Faza grupowa     | Faza grupowa     | Faza grupowa | Ćwierćfinały     | Półfinały        | Finał            | Pozycja | Źródło |
| Drużyna           | Konkurencja | Przeciwnik Wynik    | Przeciwnik Wynik | Przeciwnik Wynik | Przeciwnik Wynik | Przeciwnik Wynik | Pozycja      | Przeciwnik Wynik | Przeciwnik Wynik | Przeciwnik Wynik | Pozycja | Źródło |
| ----------------- | ----------- | ------------------- | ---------------- | ---------------- | ---------------- | ---------------- | ------------ | ---------------- | ---------------- | ---------------- | ------- | ------ |
| Południowa Afryka | mężczyźni   | Wielka Brytania 1:3 | Holandia 3:5     | Belgia 4:9       | Niemcy 4:3       | Kanada 4:4       | 5.           | NQ               | NQ               | NQ               | 10.     | [ 8 ]  |

### Jeździectwo
WKKW
| Zawodnik                | Konkurencja   | Koń                  | Ujeżdżenie | Cross country | Skoki (runda kwalifikacyjna) | Razem | Skoki (runda finałowa) | Finał | Pozycja | Źródło |
| ----------------------- | ------------- | -------------------- | ---------- | ------------- | ---------------------------- | ----- | ---------------------- | ----- | ------- | ------ |
| Victoria Scott-Legendre | indywidualnie | Valtho Des Peupliers | 39,50      | 19,80         | WD                           | DNF   | DNF                    | DNF   | DNF     | [ 9 ]  |

### Judo
| Zawodnik          | Konkurencja | 1/16                | 1/8                 | Ćwierćfinał         | Półfinał            | Repasaże            | Finał / 3. miejsce  | Finał / 3. miejsce | Źródła |
| Zawodnik          | Konkurencja | Przeciwniczka Wynik | Przeciwniczka Wynik | Przeciwniczka Wynik | Przeciwniczka Wynik | Przeciwniczka Wynik | Przeciwniczka Wynik | Pozycja            | Źródła |
| ----------------- | ----------- | ------------------- | ------------------- | ------------------- | ------------------- | ------------------- | ------------------- | ------------------ | ------ |
| Geronay Whitebooi | -48 kg (k)  | Pareto P 00-10      | NQ                  | NQ                  | NQ                  | NQ                  | NQ                  | 17.                | [ 10 ] |

### Kolarstwo

#### Kolarstwo szosowe
| Zawodnik               | Konkurencja                    | Czas     | Pozycja | Źródło |
| ---------------------- | ------------------------------ | -------- | ------- | ------ |
| Stefan de Bod          | wyścig ze startu wspólnego (m) | 6:16:53  | 52.     | [ 11 ] |
| Nicholas Dlamini       | wyścig ze startu wspólnego (m) | DNF      | DNF     | [ 11 ] |
| Ryan Gibbons           | wyścig ze startu wspólnego (m) | DNF      | DNF     | [ 11 ] |
| Stefan de Bod          | jazda indywidualna na czas (m) | 57:57,10 | 14.     | [ 11 ] |
| Ashleigh Moolman-Pasio | wyścig ze startu wspólnego (k) | 3:54:31  | 13.     | [ 12 ] |
| Carla Oberholzer       | wyścig ze startu wspólnego (k) | DNF      | DNF     | [ 12 ] |
| Ashleigh Moolman-Pasio | jazda indywidualna na czas (k) | 32:37,60 | 8.      | [ 12 ] |

#### Kolarstwo torowe
Sprint
| Zawodnik          | Konkurencja       | Kwalifikacje  | Kwalifikacje    | Runda 1           | Repasaże 1 Runda         | Runda 2         | Repasaże 2 Runda | Runda 3         | Repasaże 3 Runda | Ćwierćfinały    | Półfinały       | Finał           | Finał   | Źródło |
| Zawodnik          | Konkurencja       | Czas Prędkość | Przeciwnik Czas | Pozycja           | Przeciwnik Czas          | Przeciwnik Czas | Przeciwnik Czas  | Przeciwnik Czas | Przeciwnik Czas  | Przeciwnik Czas | Przeciwnik Czas | Przeciwnik Czas | Pozycja | Źródło |
| ----------------- | ----------------- | ------------- | --------------- | ----------------- | ------------------------ | --------------- | ---------------- | --------------- | ---------------- | --------------- | --------------- | --------------- | ------- | ------ |
| Jean Spies        | indywidualnie (m) | 9,787 73,567  | 27.             | NQ                | NQ                       | NQ              | NQ               | NQ              | NQ               | NQ              | NQ              | NQ              | 27.     | [ 13 ] |
| Charlene du Preez | indywidualnie (k) | 10,974 65,610 | 22.             | Emma Hinze 11,338 | McCulloch Verdugo 11,548 | NQ              | NQ               | NQ              | NQ               | NQ              | NQ              | NQ              | 22.     | [ 14 ] |

Keirin
| Zawodnik          | Konkurencja | Runda 1 | Repasaż | Ćwierćfinał | Półfinał | Finał   | Pozycja | Źródło |
| Zawodnik          | Konkurencja | Miejsce | Miejsce | Miejsce     | Miejsce  | Miejsce | Pozycja | Źródło |
| ----------------- | ----------- | ------- | ------- | ----------- | -------- | ------- | ------- | ------ |
| Jean Spies        | mężczyźni   | 5.      | 5.      | NQ          | NQ       | NQ      | 22.     | [ 13 ] |
| Charlene du Preez | kobiety     | 4.      | 5.      | NQ          | NQ       | NQ      | 27.     | [ 14 ] |

Omnium
| Zawodnik    | Konkurencja | Scratch | Scratch | Wyścig tempowy | Wyścig tempowy   | Wyścig tempowy | Wyścig eliminacyjny | Wyścig eliminacyjny | Wyścig punktowy | Wyścig punktowy | Wyścig punktowy | Suma punktów | Pozycja | Źródło |
| Zawodnik    | Konkurencja | Miejsce | Punkty  | Miejsce        | Punkty wyścigowe | Punkty         | Miejsce             | Punkty              | Sprint          | Okrążenia       | Miejsce         | Suma punktów | Pozycja | Źródło |
| ----------- | ----------- | ------- | ------- | -------------- | ---------------- | -------------- | ------------------- | ------------------- | --------------- | --------------- | --------------- | ------------ | ------- | ------ |
| David Maree | mężczyźni   | 20.     | 2       | 18.            | 0                | 6              | 15.                 | 12                  | 3               | - 40            | 18.             | -17          | 19.     | [ 13 ] |

#### Kolarstwo górskie
| Zawodnik      | Konkurencja       | Czas    | Pozycja | Źródło |
| ------------- | ----------------- | ------- | ------- | ------ |
| Candice Lill  | cross-country (k) | 1:26:20 | 24.     | [ 15 ] |
| Alan Hatherly | cross-country (m) | 1:26:33 | 8.      | [ 16 ] |

#### Kolarstwo BMX
Wyścig
| Zawodniczka  | Konkurencja | Ćwierćfinał | Ćwierćfinał | Półfinał | Półfinał | Finał | Finał   | Pozycja | Źródło |
| Zawodniczka  | Konkurencja | Wynik       | Miejsce     | Wynik    | Miejsce  | Wynik | Miejsce | Pozycja | Źródło |
| ------------ | ----------- | ----------- | ----------- | -------- | -------- | ----- | ------- | ------- | ------ |
| Alex Limberg | mężczyźni   | 18          | 6.          | NQ       | NQ       | NQ    | NQ      | 24.     | [ 17 ] |

### Lekkoatletyka
Konkurencje biegowe
| Zawodnik                                                          | Konkurencja            | Eliminacje | Eliminacje | Półfinał | Półfinał | Finał    | Finał   | Źródło |
| Zawodnik                                                          | Konkurencja            | Wynik      | Miejsce    | Wynik    | Miejsce  | Wynik    | Miejsce | Źródło |
| ----------------------------------------------------------------- | ---------------------- | ---------- | ---------- | -------- | -------- | -------- | ------- | ------ |
| Shaun Maswanganyi                                                 | 100 m (m)              | 10,12      | 3.         | 10,10    | 6.       | NQ       | NQ      | [ 18 ] |
| Gift Leotlela                                                     | 100 m (m)              | 10,04      | 1.         | 10,03    | 4.       | NQ       | NQ      | [ 18 ] |
| Akani Simbine                                                     | 100 m (m)              | 10,08      | 1.         | 9,90     | 4.       | 9,93     | 4.      | [ 18 ] |
| Anaso Jobodwana                                                   | 200 m (m)              | 20,78      | 3.         | 20,88    | 8.       | NQ       | NQ      | [ 19 ] |
| Shaun Maswanganyi                                                 | 200 m (m)              | 20,58      | 2.         | 20,18    | 4.       | NQ       | NQ      | [ 19 ] |
| Clarence Munyai                                                   | 200 m (m)              | 20,49 =    | 4.         | 20,49 =  | 6.       | NQ       | NQ      | [ 19 ] |
| Zakithi Nene                                                      | 400 m (m)              | 45,74      | 5.         | NQ       | NQ       | NQ       | NQ      | [ 20 ] |
| Wayde van Niekerk                                                 | 400 m (m)              | 45,25      | 3.         | 45,14    | 5.       | NQ       | NQ      | [ 20 ] |
| Thapelo Phora                                                     | 400 m (m)              | 45,83 =    | 5.         | NQ       | NQ       | NQ       | NQ      | [ 20 ] |
| Lesiba Precious Mashele                                           | 5 000 m (m)            | 13:48,25   | 15.        | N/A      | N/A      | NQ       | NQ      | [ 21 ] |
| Antonio Alkana                                                    | 110 m przez płotki(m)  | 13,55      | 6.         | NQ       | NQ       | NQ       | NQ      | [ 22 ] |
| Sokwakhana Zazini                                                 | 400 m przez płotki (m) | 49,51      | 3.         | 48,99    | 6.       | NQ       | NQ      | [ 23 ] |
| Stephen Mokoka                                                    | maraton (m)            | N/A        | N/A        | N/A      | N/A      | DNF      | DNF     | [ 24 ] |
| Desmond Mokgobu                                                   | maraton (m)            | N/A        | N/A        | N/A      | N/A      | DNF      | DNF     | [ 24 ] |
| Elroy Gelant                                                      | maraton (m)            | N/A        | N/A        | N/A      | N/A      | 2:16:43  | 34.     | [ 24 ] |
| Clarence Munyai Shaun Maswanganyi Chederick van Wyk Akani Simbine | sztafeta 4 × 100 m (m) | DNF        | DNF        | N/A      | N/A      | NQ       | NQ      | [ 25 ] |
| Lythe Pillay Zakithi Nene Ranti Dikgale Thapelo Phora             | sztafeta 4 × 400 m (m) | 3:01,18    | 7.         | N/A      | N/A      | NQ       | NQ      | [ 26 ] |
| Wayne Snyman                                                      | chód na 20 km (m)      | N/A        | N/A        | N/A      | N/A      | 1:24:33  | 20.     | [ 27 ] |
| Marc Mundell                                                      | chód na 50 km (m)      | N/A        | N/A        | N/A      | N/A      | 4:14:37  | 40.     | [ 28 ] |
| Dominique Scott                                                   | 5000 m (k)             | 15:13,94   | 13.        | N/A      | N/A      | NQ       | NQ      | [ 29 ] |
| Dominique Scott                                                   | 10 000 m (k)           | N/A        | N/A        | N/A      | N/A      | 32:14,05 | 20.     | [ 30 ] |
| Wenda Theron-Nel                                                  | 400 m przez płotki(k)  | 56,06      | 3.         | 56,35    | 7.       | NQ       | NQ      | [ 31 ] |
| Gerda Steyn                                                       | maraton (k)            | N/A        | N/A        | N/A      | N/A      | 2:32:10  | 15.     | [ 32 ] |
| Irvette van Zyl                                                   | maraton (k)            | N/A        | N/A        | N/A      | N/A      | NQ       | NQ      | [ 32 ] |

Konkurencje techniczne
| Zawodnik         | Konkurencja        | Kwalifikacje | Kwalifikacje | Finał | Finał   | Źródło |
| Zawodnik         | Konkurencja        | Wynik        | Miejsce      | Wynik | Miejsce | Źródło |
| ---------------- | ------------------ | ------------ | ------------ | ----- | ------- | ------ |
| Kyle Blignaut    | pchnięcie kulą (m) | 20,97        | 8.           | 21,00 | 6.      | [ 33 ] |
| Jason van Rooyen | pchnięcie kulą (m) | 20,29        | 19.          | NQ    | NQ      | [ 33 ] |
| Rushwal Samaai   | skok w dal         | 7,74         | 22.          | NQ    | NQ      | [ 34 ] |
| Cheswill Johnson | skok w dal         | NM           | DNF          | NQ    | NQ      | [ 34 ] |
| Rocco van Rooyen | rzut oszczepem     | 77,41        | 23.          | NQ    | NQ      | [ 35 ] |
| Jo-Ane van Dyk   | rzut oszczepem (k) | 57,69        | 24.          | NQ    | NQ      | [ 36 ] |

### Piłka nożna
Turniej mężczyzn
- Reprezentacja mężczyzn

| - Ronwen Williams - James Monyane - Katlego Mohamme - Teboho Mokoena - Luke Fleurs - Kamohelo Mahlatsi - Nkosingiphile Ngcobo - Thabo Cele - Evidence Makgopa |  | - Luther Singh - MacBeth Mahlangu - Goodman Mosele - Reeve Frosler - Sibusiso Mabiliso - Tercious Malepe - Mondli Mpoto - Thendo Mukumela - Kobamelo Kodisang - Sifiso Mlungwana |

| Drużyna           | Konkurencja      | Faza grupowa     | Faza grupowa     | Faza grupowa     | Faza grupowa | Ćwierćfinały     | Półfinały        | Finał mecz o 3. miejsce | Pozycja | Źródło |
| Drużyna           | Konkurencja      | Przeciwnik Wynik | Przeciwnik Wynik | Przeciwnik Wynik | Pozycja      | Przeciwnik Wynik | Przeciwnik Wynik | Przeciwnik Wynik        | Pozycja | Źródło |
| ----------------- | ---------------- | ---------------- | ---------------- | ---------------- | ------------ | ---------------- | ---------------- | ----------------------- | ------- | ------ |
| Południowa Afryka | turniej mężczyzn | Japonia 0:1      | Francja 3:4      | Meksyk 0:3       | 4.           | NQ               | NQ               | NQ                      | 16.     | [ 37 ] |

### Piłka wodna
Turniej kobiet
- Reprezentacja kobiet

| - Meghan Maartens - Yanah Gerber - Georgie Moir - Boati Motau - Megan Sileno - Amica Hallenndorff - Shakira January |  | - Ashleigh Vaughn - Hanna Muller - Jordan Wedderburn - Chloe Meecham - Nicola Macleod - Hannah Calvert |

| Drużyna           | Konkurencja    | Faza grupowa     | Faza grupowa     | Faza grupowa     | Faza grupowa     | Faza grupowa | Ćwierćfinały     | Półfinały        | Finał mecz o 3. miejsce | Pozycja | Źródło                      |
| Drużyna           | Konkurencja    | Przeciwnik Wynik | Przeciwnik Wynik | Przeciwnik Wynik | Przeciwnik Wynik | Pozycja      | Przeciwnik Wynik | Przeciwnik Wynik | Przeciwnik Wynik        | Pozycja | Źródło                      |
| ----------------- | -------------- | ---------------- | ---------------- | ---------------- | ---------------- | ------------ | ---------------- | ---------------- | ----------------------- | ------- | --------------------------- |
| Południowa Afryka | turniej kobiet | Hiszpania 4:29   | Kanada 1:21      | Holandia 1:33    | Australia 1:14   | 4.           | NQ               | NQ               | NQ                      | 10.     | [ 38 ] [ 39 ] [ 40 ] [ 41 ] |

Turniej mężczyzn
- Reprezentacja mężczyzn

| - Lwazi Madi - Devon Card - Timothy Rezelman - Ignardus Badenhorst - Cameron Laurenson - Ross Stone - Jason Evezard |  | - Nicholas Rodda - Yaseen Margro - Farouk Mayman - Liam Neill - Donn Stewart - Gareth May |

| Drużyna           | Konkurencja      | Faza grupowa     | Faza grupowa           | Faza grupowa     | Faza grupowa     | Faza grupowa     | Faza grupowa | Ćwierćfinały     | Półfinały        | Finał mecz o 3. miejsce | Pozycja | Źródło                      |
| Drużyna           | Konkurencja      | Przeciwnik Wynik | Przeciwnik Wynik       | Przeciwnik Wynik | Przeciwnik Wynik | Przeciwnik Wynik | Pozycja      | Przeciwnik Wynik | Przeciwnik Wynik | Przeciwnik Wynik        | Pozycja | Źródło                      |
| ----------------- | ---------------- | ---------------- | ---------------------- | ---------------- | ---------------- | ---------------- | ------------ | ---------------- | ---------------- | ----------------------- | ------- | --------------------------- |
| Południowa Afryka | turniej mężczyzn | Włochy 2:21      | Stany Zjednoczone 3:20 | Węgry 1:23       | Grecja 5:28      | Japonia 9:24     | 6.           | NQ               | NQ               | NQ                      | 12.     | [ 42 ] [ 43 ] [ 44 ] [ 45 ] |

### Pływanie
| Zawodnik                                                       | Konkurencja                     | Eliminacje | Eliminacje | Półfinał | Półfinał | Finał     | Finał   | Źródło               |
| Zawodnik                                                       | Konkurencja                     | Czas       | Miejsce    | Czas     | Miejsce  | Czas      | Miejsce | Źródło               |
| -------------------------------------------------------------- | ------------------------------- | ---------- | ---------- | -------- | -------- | --------- | ------- | -------------------- |
| Bradley Tandy                                                  | 50 m dowolnym (m)               | 22,22      | 24.        | NQ       | NQ       | NQ        | NQ      | [ 46 ] [ 47 ] [ 48 ] |
| Pieter Coetze                                                  | 100 m grzbietowym (m)           | 54,05      | 24.        | NQ       | NQ       | NQ        | NQ      | [ 49 ] [ 50 ] [ 51 ] |
| Martin Binedell                                                | 200 m grzbietowym (m)           | 1:58,47    | 21.        | NQ       | NQ       | NQ        | NQ      | [ 52 ] [ 53 ] [ 54 ] |
| Michael Houlie                                                 | 100 m klasycznym (m)            | 1:01,22    | 37.        | NQ       | NQ       | NQ        | NQ      | [ 55 ] [ 56 ] [ 57 ] |
| Chad le Clos                                                   | 100 m motylkowym (m)            | 51,89      | 18.        | NQ       | NQ       | NQ        | NQ      | [ 58 ] [ 59 ] [ 60 ] |
| Matthew Sates                                                  | 100 m motylkowym (m)            | 52,34      | 32.        | NQ       | NQ       | NQ        | NQ      | [ 58 ] [ 59 ] [ 60 ] |
| Chad le Clos                                                   | 200 m motylkowym (m)            | 1:55,96    | 16.        | 1:55,06  | 5.       | 1:54,93   | 5.      | [ 61 ] [ 62 ] [ 63 ] |
| Ethan du Preez                                                 | 200 m motylkowym (m)            | 1:58,50    | 30.        | NQ       | NQ       | NQ        | NQ      | [ 61 ] [ 62 ] [ 63 ] |
| Matthew Sates                                                  | 200 m zmiennym (m)              | 1:58,08    | 15.        | 1:58,75  | 14.      | NQ        | NQ      | [ 64 ] [ 65 ] [ 66 ] |
| Michael McGlynn                                                | 10 km (m)                       | N/A        | N/A        | N/A      | N/A      | 1:51:32,7 | 8.      | [ 67 ]               |
| Emma Chelius                                                   | 50 m dowolnym (k)               | 24,65      | 11.        | 24,64    | 13.      | NQ        | NQ      | [ 68 ] [ 69 ] [ 70 ] |
| Erin Gallagher                                                 | 100 m dowolnym (k)              | 54,75      | 25.        | NQ       | NQ       | NQ        | NQ      | [ 71 ] [ 72 ] [ 73 ] |
| Tatjana Schoenmaker                                            | 100 m klasycznym (k)            | 1:04,82 ,  | 1.         | 1:05,07  | 1.       | 1:05,22   | srebro  | [ 74 ] [ 75 ] [ 76 ] |
| Tatjana Schoenmaker                                            | 200 m klasycznym (k)            | 2:19,16 ,  | 1.         | 2:19,33  | 1.       | 2:18,95   | złoto   | [ 77 ] [ 78 ] [ 79 ] |
| Kaylene Corbett                                                | 200 m klasycznym (k)            | 2:22,46    | 4.         | 2:22,08  | 4.       | 2:22,06   | 5.      | [ 77 ] [ 78 ] [ 79 ] |
| Erin Gallagher                                                 | 100 m motylkowym (k)            | 59,69      | 26.        | NQ       | NQ       | NQ        | NQ      | [ 80 ] [ 81 ] [ 82 ] |
| Rebecca Meder                                                  | 200 m zmiennym (k)              | 2:14,79    | 23.        | NQ       | NQ       | NQ        | NQ      | [ 83 ] [ 84 ] [ 85 ] |
| Michelle Weber                                                 | 10 km (k)                       | N/A        | N/A        | N/A      | N/A      | 2:06:56,5 | 21.     | [ 86 ]               |
| Aimee Canny Rebecca Meder Duné Coetzee Erin Gallagher          | sztafeta 4 × 200 m dowolnym (k) | 8:01,56    | 11.        | N/A      | N/A      | NQ        | NQ      | [ 87 ] [ 88 ]        |
| Mariella Venter Tatjana Schoenmaker Erin Gallagher Aimee Canny | sztafeta 4 × 100 m zmiennym (k) | 4:03,02    | 14.        | N/A      | N/A      | NQ        | NQ      | [ 89 ] [ 90 ]        |

### Pływanie synchroniczne
| Zawodnik                          | Konkurencja | Eliminacje       | Eliminacje    | Eliminacje | Eliminacje | Finał            | Finał         | Finał  | Finał   | Źródło               |
| Zawodnik                          | Konkurencja | Runda techniczna | Runda dowolna | Razem      | Miejsce    | Runda techniczna | Runda dowolna | Razem  | Miejsce | Źródło               |
| Zawodnik                          | Konkurencja | Punkty           | Punkty        | Punkty     | Miejsce    | Punkty           | Punkty        | Punkty | Miejsce | Źródło               |
| --------------------------------- | ----------- | ---------------- | ------------- | ---------- | ---------- | ---------------- | ------------- | ------ | ------- | -------------------- |
| Clarissa Johnston Laura Strugnell | Duety       | 72,1667          | 70,9099       | 143,0766   | 21.        | NQ               | NQ            | NQ     | NQ      | [ 91 ] [ 92 ] [ 93 ] |

### Rugby 7
Turniej mężczyzn
Reprezentacja mężczyzn
| - Chris Dry - Sako Makata - Impi Visser - Zain Davids - Angelo Davids - JC Pretorius |  | - Branco du Preez - Selvyn Davids - Justin Geduld - Kurt-Lee Arendse - Siviwe Soyizwapi - Stedman Gans |

| Drużyna           | Konkurencja | Faza grupowa     | Faza grupowa     | Faza grupowa            | Faza grupowa | Ćwierćfinały     | Półfinały        | Finał/Mecz 3. miejsce  | Pozycja | Źródło        |
| Drużyna           | Konkurencja | Przeciwnik Wynik | Przeciwnik Wynik | Przeciwnik Wynik        | Pozycja      | Przeciwnik Wynik | Przeciwnik Wynik | Przeciwnik Wynik       | Pozycja | Źródło        |
| ----------------- | ----------- | ---------------- | ---------------- | ----------------------- | ------------ | ---------------- | ---------------- | ---------------------- | ------- | ------------- |
| Południowa Afryka | mężczyźni   | Irlandia 33:14   | Kenia 14:5       | Stany Zjednoczone 17:12 | 1.           | Argentyna 14:19  | Australia 22:19  | Stany Zjednoczone 28:7 | 5.      | [ 96 ] [ 97 ] |

### Skateboarding
| Zawodnik          | Konkurencja | Eliminacje | Eliminacje | Eliminacje | Eliminacje | Finał | Finał | Finał | Pozycja | Źródło |
| Zawodnik          | Konkurencja | 1          | 2          | 3          | Wynik      | 1     | 2     | 3     | Pozycja | Źródło |
| ----------------- | ----------- | ---------- | ---------- | ---------- | ---------- | ----- | ----- | ----- | ------- | ------ |
| Dallas Oberholzer | park (m)    | 21,68      | 24,08      | 18,21      | 24,08      | NQ    | NQ    | NQ    | 20.     | [ 98 ] |
| Melissa Williams  | park (k)    | 7,93       | 5,69       | 8,30       | 8,30       | NQ    | NQ    | NQ    | 20.     | [ 99 ] |

| Zawodnik        | Konkurencja | Eliminacje | Eliminacje | Finał  | Finał   | Źródło  |
| Zawodnik        | Konkurencja | Punkty     | Miejsce    | Punkty | Miejsce | Źródło  |
| --------------- | ----------- | ---------- | ---------- | ------ | ------- | ------- |
| Brandon Valjalo | street (m)  | 16,41      | 18.        | NQ     | NQ      | [ 100 ] |

### Skoki do wody
| Zawodniczka    | Konkurencja                      | Preeliminacje | Preeliminacje | Półfinał | Półfinał | Finał  | Finał   | Źródło                  |
| Zawodniczka    | Konkurencja                      | Punkty        | Miejsce       | Punkty   | Miejsce  | Punkty | Miejsce | Źródło                  |
| -------------- | -------------------------------- | ------------- | ------------- | -------- | -------- | ------ | ------- | ----------------------- |
| Julia Vincent  | trampolina 3 m indywidualnie (k) | 228,90        | 25.           | NQ       | NQ       | NQ     | NQ      | [ 101 ] [ 102 ] [ 103 ] |
| Micaela Bouter | trampolina 3 m indywidualnie (k) |               | .             | NQ       | NQ       | NQ     | NQ      | [ 101 ] [ 102 ] [ 103 ] |

### Surfing
| Zawodnik         | Konkurencja | Eliminacje | Eliminacje | Eliminacje | Eliminacje | 1/8 finału            | Ćwierćfinał         | Półfinał           | Finał/3. miejsce   | Pozycja | Źródło  |
| Zawodnik         | Konkurencja | Runda 1    | Runda 1    | Runda 2    | Runda 2    | 1/8 finału            | Ćwierćfinał         | Półfinał           | Finał/3. miejsce   | Pozycja | Źródło  |
| Zawodnik         | Konkurencja | Wynik      | Miejsce    | Wynik      | Miejsce    | Przeciwnik Wynik      | Przeciwnik Wynik    | Przeciwnik Wynik   | Przeciwnik Wynik   | Pozycja | Źródło  |
| ---------------- | ----------- | ---------- | ---------- | ---------- | ---------- | --------------------- | ------------------- | ------------------ | ------------------ | ------- | ------- |
| Bianca Buitendag | kobiety     | 11,44      | 3.         | 10,40      | 2.         | Gilmore W 13,93-10,00 | Hopkins W 9,50-5,46 | Marks W 11,00-3,67 | Moore P 8,46-14,93 | srebro  | [ 104 ] |

### Triathlon
| Zawodnik         | Konkurencja | Pływanie | Zmiana 1 | Jazda na rowerze | Zmiana 2         | Bieg             | Czas             | Pozycja | Źródło  |
| ---------------- | ----------- | -------- | -------- | ---------------- | ---------------- | ---------------- | ---------------- | ------- | ------- |
| Simone Ackermann | kobiety     | 19:08    | 0:45     | 1:03:17          | 0:34             | 37:30            | 2:01:14          | 17.     | [ 105 ] |
| Gillian Sanders  | kobiety     | 20:18    | 0:45     | okrążenie starty | okrążenie starty | okrążenie starty | okrążenie starty | DNF     | [ 105 ] |
| Henri Schoeman   | mężczyźni   | 17:43    | 0:40     | 56:41            | 0:28             | DNF              | DNF              | DNF     | [ 106 ] |

### Wioślarstwo
| Zawodnik                                                    | Konkurencja | Eliminacje | Eliminacje | Repasaż | Repasaż | Ćwierćfinały | Ćwierćfinały | Półfinały | Półfinały | Finał   | Finał      | Miejsce | Źródło  |
| Zawodnik                                                    | Konkurencja | Czas       | M.         | Czas    | M.      | Czas         | M.           | Czas      | M.        | Czas    | M.         | Miejsce | Źródło  |
| ----------------------------------------------------------- | ----------- | ---------- | ---------- | ------- | ------- | ------------ | ------------ | --------- | --------- | ------- | ---------- | ------- | ------- |
| Luc Daffarn Jake Green                                      | M2-         | 7:04,03    | 5.         | 6:57,01 | 4.      | N/A          | N/A          | NQ        | NQ        | NQ      | NQ         | 13.     | [ 107 ] |
| Lawrence Brittain Kyle Schoonbee John Smith Sandro Torrente | M4-         | 6:25,34    | 5.         | 6:30,34 | 6.      | N/A          | N/A          | N/A       | N/A       | 6:09,85 | 4. Finał B | 10.     | [ 108 ] |

### Wspinaczka sportowa
| Zawodnik           | Konkurencja | Kwalifikacje           | Kwalifikacje | Kwalifikacje | Kwalifikacje | Kwalifikacje | Finał                  | Finał      | Finał       | Finał  | Pozycja | Źródło          |
| Zawodnik           | Konkurencja | Wyniki                 | Wyniki       | Wyniki       | Punkty       | Miejsce      | Wyniki                 | Wyniki     | Wyniki      | Punkty | Pozycja | Źródło          |
| Zawodnik           | Konkurencja | Wspinaczka na szybkość | Bouldering   | Prowadzenie  | Punkty       | Miejsce      | Wspinaczka na szybkość | Bouldering | Prowadzenie | Punkty | Pozycja | Źródło          |
| ------------------ | ----------- | ---------------------- | ------------ | ------------ | ------------ | ------------ | ---------------------- | ---------- | ----------- | ------ | ------- | --------------- |
| Christopher Cosser | mężczyźni   | 9                      | 16           | 10           | 1440         | 16.          | NQ                     | NQ         | NQ          | NQ     | 16.     | [ 109 ] [ 110 ] |
| Erin Sterkenburg   | kobiety     | 20                     | 17           | 20           | 6800         | 20.          | NQ                     | NQ         | NQ          | NQ     | 20.     | [ 109 ] [ 111 ] |

### Żeglarstwo
| Zawodnik                    | Konkurencja | Wyścig | Wyścig | Wyścig | Wyścig | Wyścig | Wyścig | Wyścig | Wyścig | Wyścig | Wyścig | Wyścig | Wyścig | Wyścig | Punkty | Finałowa pozycja | Źródło  |
| Zawodnik                    | Konkurencja | 1      | 2      | 3      | 4      | 5      | 6      | 7      | 8      | 9      | 10     | 11     | 12     | M*     | Punkty | Finałowa pozycja | Źródło  |
| --------------------------- | ----------- | ------ | ------ | ------ | ------ | ------ | ------ | ------ | ------ | ------ | ------ | ------ | ------ | ------ | ------ | ---------------- | ------- |
| Leo Davis                   | Finn        | 17     | 19     | 19     | 19     | 18     | 19     | 12     | 18     | 18     | 19     | N/A    | N/A    | NQ     | 159    | 19.              | [ 112 ] |
| Benjamin Talbot Alex Burger | 49er        | 13     | 15     | 18     | 17     | 17     | 14     | 12     | 13     | 17     | 10     | 19     | 17     | NQ     | 163    | 18.              | [ 113 ] |

M – Wyścig medalowy